# Charles Twagira
Charles Twagira – ruandyjski lekarz, oskarżany o zbrodnie przeciwko ludzkości w trakcie ludobójstwa w Ruandzie.

## Życiorys
W trakcie ludobójstwa w Ruandzie w 1994, dr Twagira był dyrektorem szpitala w Kibuye. Według relacji świadków miał w tym czasie być także jednym z planistów ludobójstwa w mieście i jego okolicach, podżegając miejscową ludność do mordowania Tutsi. Jako kierownik szpitala miał wykorzystywać w tym czasie swoje stanowisko między innymi do ustanowienia punktów kontrolnych zarówno przed, jak i wewnątrz szpitala umożliwiając bojówkarzom Interahamwe zatrzymywanie i zabijanie pacjentów Tutsi. Dr Twagira miał również brać udział w masakrze rodziny innego z lekarzy dr Camille Karibwende, a także zablokować pomoc medyczną dla tysięcy uchodźców Tutsi zgromadzonych na stadionie Gatwaro. Jeszcze w 1994, dr Twagira zbiegł do Zairu, a następnie do 2006 przebywał w Beninie. W 2006 wyjechał wraz z żoną na stałe do Francji, gdzie otrzymał tamtejsze obywatelstwo i do 2018 pomimo ciążących na nim zarzutów pracował w różnych, lokalnych szpitalach.
1 września 2009 ruandyjski sąd Bwishyura Gacaca skazał zaocznie dr Charles Twagira na karę dożywocia za zbrodnie ludobójstwa, zaś w 2004 Ruanda wydała międzynarodowy nakaz aresztowania dr Twagira.